# Incamyia chilensis
Incamyia chilensis är en tvåvingeart som beskrevs av Aldrich 1928. Incamyia chilensis ingår i släktet Incamyia och familjen parasitflugor. Inga underarter finns listade i Catalogue of Life.